# Zucca Turbante turco

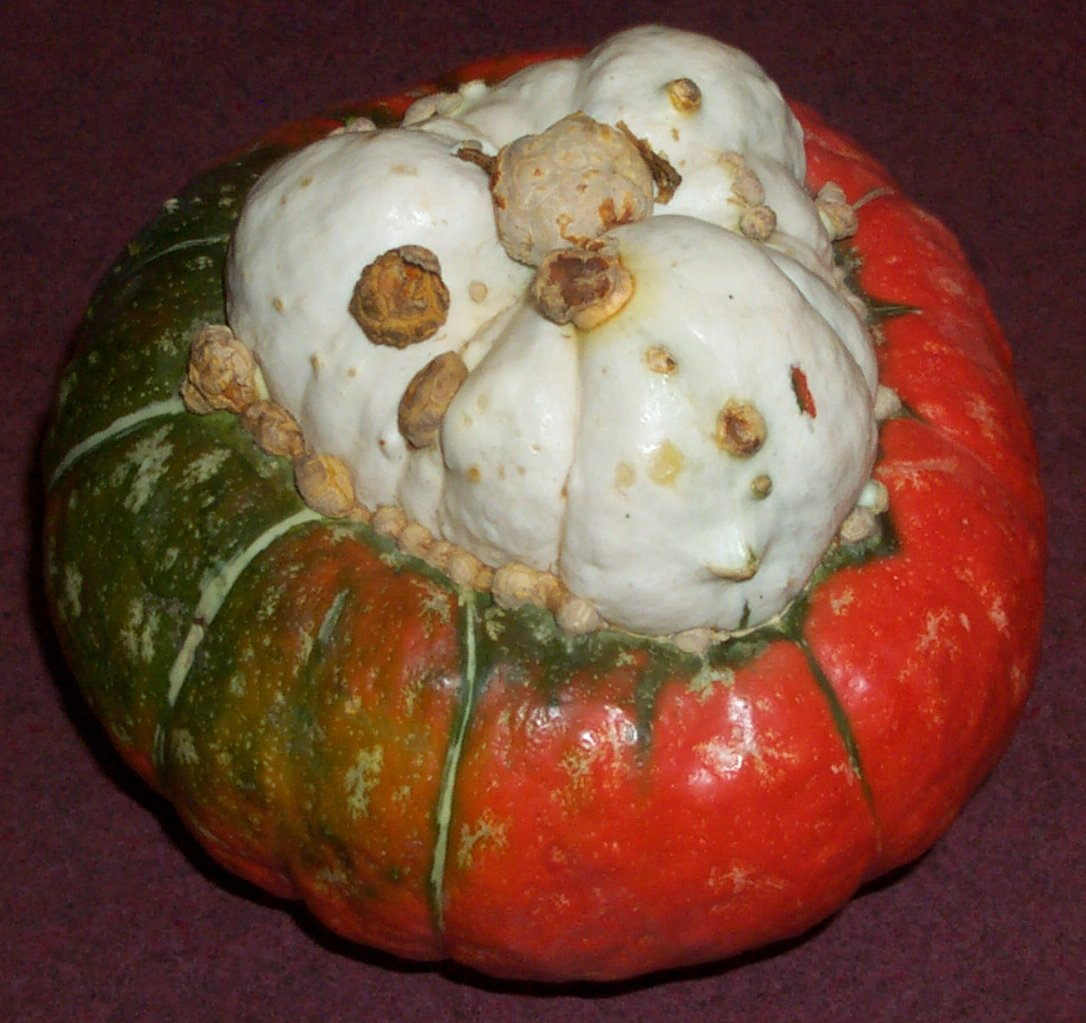
Zucca turbante turco mancante delle strisce tricolori nel bottone bianco

La Zucca Turbante turco, chiamata anche Turbante di Aladino  o Zucca Fungo (in inglese Turban squash o Turban pumpkin ed in francese Giraumont) è una varietà di zucca ornamentale, grossa ed irregolare, con buccia bitorzoluta e spessa, costituita (cioè ottenuta dalla zucca classica) in Francia in modo casuale. Viene largamente usata anche come zucca da ornamento ed ha la particolarità di conservarsi a lungo. Le dimensioni alla raccolta variano in genere da 2 a 5 kg, sebbene si possano trovare frutti di quasi 7 kg, ha una polpa carnosa con consistenza farinosa. La bellezza dei frutti ripaga della polpa di qualità mediocre; ha un sapore aromatico, quasi dolce. Questo prodotto della terra, non trova molti estimatori per la ridotta pezzatura e per la destinazione commerciale. In occasione della festa di Halloween, la si trova più facilmente disponibile nei banchi di alcuni supermercati o rivenditori ortofrutticoli.

## Storia
La zucca è originaria della zona del Centro-Sud America e della parte meridionale del Nord America, zona compresa oggi tra i paesi del Messico e Perù. Arriva in Francia nei primi anni della scoperta dell'America ma solo più tardi, trovando condizioni climatiche favorevoli nel paese, in alcuni esemplari si ha il viraggio del suo colore (e della sua forma, completamente diversa dalla classica zucca) dall'originario e caratteristico colore arancio agli attuali rosso e bianco, grazie ad alterazioni genetiche avvenute in modo casuale dall'uomo (per questa causa la Zucca Turbante turco non sarebbe mai esistita in natura) e innesti casuali successivi. In Italia è arrivata poco tempo dopo. Questa zucca è coltivata quasi ed esclusivamente a scopi ornamentali: i produttori la coltivano soprattutto per il mercato di Halloween. Il nome deriva dalla caratteristica forma a turbante del cappello sbordante. Il nome francese "Giraumont" deriva, invece, dal termine jirumum, originario dalla lingua Tupi, e significa "una sorta di turbante cresciuto nelle isole delle Antille caraibiche". È certificata la nascita della varietà entro l'anno 1614 e con essa il nome.

## Classificazione botanica
La Zucca Turbante turco è una varietà della specie Cucurbita maxima, famiglia delle Cucurbitaceae.

## Morfologia
La Zucca Turbante turco è una grossa e particolarissima zucca assomigliante ad un grosso fungo formata da due parti ben distinte: sopra ha una specie di cappello (il cosiddetto turbante o cupola), ovvero un grosso gnocco avente calotta sbordante di molto, solitamente liscia e lucida (raramente costoluta o opaca) o bitorzoluta, che comprende i due terzi del frutto. Nella parte bassa vi è un altro gnocco, ma questa volta allungato e più piccolo. Si divide in quattro o più sezioni leggermente visibili e delimitate da cicatrici chiare o biancastre/marroni (presenti anche in altre parti del frutto). La Zucca Turbante turco è una delle varietà di cucurbita maxima più indicate per la decorazione a causa della sua forma unica e dei suoi colori brillanti. Complessivamente il frutto, che è essiccabile, è all'incirca 18 x 18 centimetri, ha dimensioni e forme variabili (poiché il cappello sopra può coprire interamente la parte sotto) ed avere o no il classico pezzo di gambo verde attaccato alla parte superiore. All'attaccatura tra il cappello e la parte sotto si formano, solitamente, dei grumi marroni simili a bolle piene (presenti anche in altre parti). La buccia è spessa, bitorzoluta, venata (con vene chiare) e liscia tra un grumo e l'altro. Nella zona centrale della parte bassa vi è un grosso gnocco marrone (non sempre presente). Solitamente è gialla nella parte che poggia per terra. Il durame, la corteccia, l'alburno, il libro ed il cambio sono verdi. Il colore della scorza (o buccia) è verde su tutta la zucca quando l'esemplare è immaturo, diviene rosso acceso (molto raramente rosso-arancio, macchiettato di giallo, macchiato di blu o di nero, verde o grigio) venato di verde nel cappello quando matura e bianco venato di rosso e verde nella parte inferiore. La polpa (mediocre), dura, venata (con vene di colore chiaro) e tenace da cruda mentre molle da cotta, è arancione e filacciosa ha un sapore delizioso, è infatti zuccherina e farinosa. Essa non contiene molti semi lisci (quattro per grammo) attaccati ai filacci della polpa (che sono intricati ed abbondanti) ma comunque ne produce una discreta quantità. I semi, di colore bianco crema, sono grossi, umidi, scivolosi, spessi ed essiccabili. Essi sono attaccati a vicenda ed alla polpa grazie a dei fili spessi arancioni e venati che fungono da primitivo "cordone ombelicale". Le piante delle Zucche Turbante turco sono vigorose, a fusti verdi, venati con venature chiare che trasportano la linfa, verdi scuro all'esterno e più chiaro all'interno, con puntini bianchi sulla buccia, striscianti, con midollo bianco-verdastro centrale e lunghi da diversi metri a uno o due metri: le piante di questa zucca, con i loro fusti serpeggianti (che possono arrampicarsi) e le ampie foglie coprono rapidamente il terreno, perciò essi richiedono scerbature e sarchiature solo nel primo periodo di coltura. I fusti, le foglie, i fiori e le parti verdi della pianta (non del frutto) hanno piccoli peletti a volte pungenti. Le gemme sono identiche a quelle delle altre zucche e delle altre piante.
Con la scacchiatura sì lasciano due soli tralci per buca, in seguito si cima a due foglie sopra un frutto in formazione. Al taglio o alla frattura tutta la pianta (comprese foglie e radici) secerne la linfa. Non potare le radici.
Questi ultimi (i fusti) possono divenire marroni alla base. All'attaccatura con il frutto è presente un peduncolo cilindrico, sporgente e verde. Le venate e triangolari foglie verdi (grandi, a cinque lobi arrotondati e simili a quelle delle altre zucche), ed i piccioli verdi sono ricoperti di ruvidi peli, i fiori (simili a quelli delle altre zucche e venati) sono grandi, a forma di ombrello semichiuso (con impollinazione entomofila), di colore arancio intenso e di sesso diverso sulla stessa pianta: si riconoscono dallo stilo (o dagli stami, ricchi di polline giallo limone) che nei fiori maschili sono assai più lunghi. I fiori sono venati di chiaro, commestibili e oggetto di commercio, sono raccolti freschi e venduti a mazzi nei mercati, in privato o nei negozi. L'impollinazione avviene grazie agli insetti ed è simile a quella delle altre zucche e delle altre piante. I fusti emettono dei pampini verdi che la pianta usa per arrampicarsi ed ancorarsi. Le radici sono simili a quelle delle altre zucche ed hanno le stesse caratteristiche e colore. 

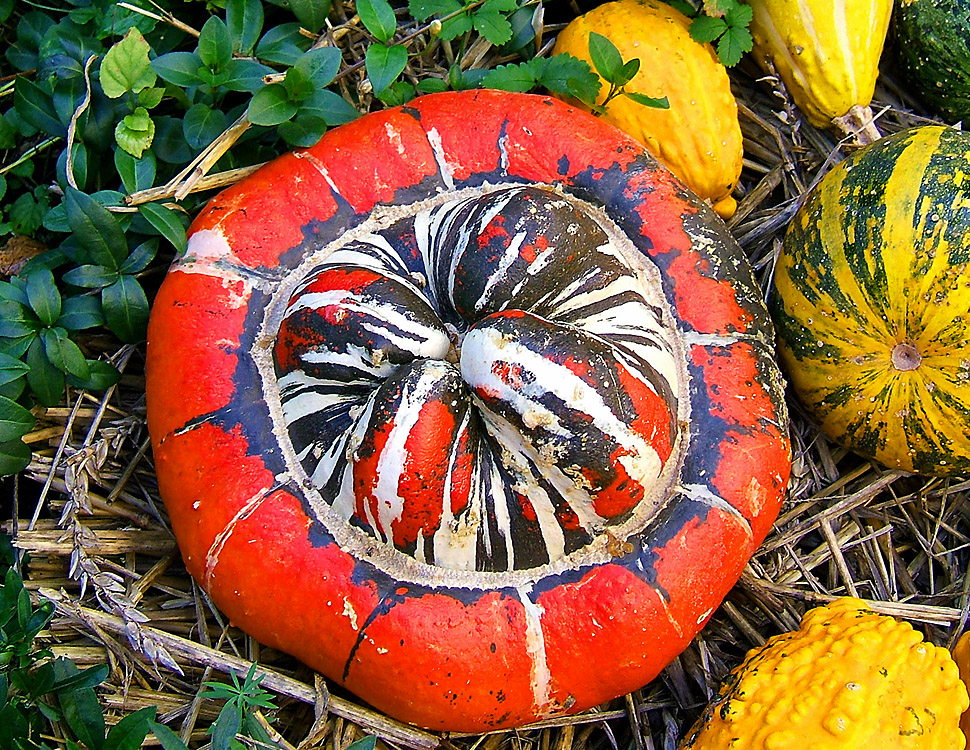
Zucca Turbante turco della varietà grande

## Coltivazione

### Terreno
La Zucca Turbante turco esige un terreno di medio impasto, fresco e soffice, senza ristagni d'acqua e ben dotato di sostanza organica. La reazione ottimale è quella leggermente acida.
Questa zucca si adatta a qualsiasi tipo di terreno, ma se si desidera raggiungere migliori risultati si sceglierà un terreno sciolto, ben lavorato e sminuzzato a cui si somministra una concimazione completa in forma granulare a lenta cessione o terricciato in presemina; concimi complessi ternari equilibrati. Sconsigliato il ripetersi della coltivazione sullo stesso terreno prima che siano trascorsi almeno 3 anni poiché la Zucca Turbante turco esige di un terreno molto fertile e ne consuma vivamente le sostante nutritive. Pianta da rinnovo, non devono seguire alla sua coltivazione se stessa, altre cucurbitacee, solanacee, leguminose, il pomodoro, il peperone, la melanzana, il fagiolo, il pisello, l'anguria, il melone, lo zucchino ed il cetriolo. Non ha bisogno di pali o tutori di sostegno poiché cresce a terra.
- Consociazione: nelle prime fasi del ciclo può convivere con i fagioli.

### Clima
La zucca Turbante turco esige un clima temperato caldo ed umido. La temperatura adatta alla vegetazione di questo ortaggio è compresa fra i 10 o i 24 gradi, seminando all'aperto con temperature più basse dei 10 gradi la germinazione viene ritardata finché il seme, al riparo nel terreno, non avverte la temperatura ideale. Un trapianto eseguito a temperatura inferiore ai 10 gradi è errato e pregiudica i risultati (spesso la morte). L'esposizione è preferibile al sole o a mezz'ombra, in ombra vive piuttosto male in quanto la zucca ha difficoltà a fare la fotosintesi clorofilliana.

### Periodo di semina
La Zucca Turbante turco può venire piantata a febbraio-marzo in ambiente protetto (serra) o riscaldato, mentre in aprile-maggio direttamente nel terreno. Si può seguire anche il calendario lunare.
In quest'ultimo vi si devono fare delle buchette, o delle postarelle, per mettervi i semi.
La tecnica è la stessa delle altre zucche. Se si vogliono comprare piantine già nate di Zucca Turbante turco, esse saranno innestate. Questa zucca è infatti innestabile ed ha, solitamente, un portainnesto di zucca selvatica. Le piantine prese dal vivaio vanno piantate subito in quanto hanno un rapido sviluppo. Le Zucche Turbante turco possono venire riprodotte per seme, talea e margotta.

### Semina e cura
La Zucca Turbante turco si semina direttamente nell'orto in aprile-maggio ponendo in ogni buchetta o postarella 3-5 semi alla profondità di 3 cm circa. Le buchette saranno distanziate 2 metri tra le file e 1-1,5 metri tra le buche.
Per una coltura forzata si semina in vasetti (da cambiare man mano che la zucca cresce e usare quelli più grandi di almeno il doppio quando sbordano le radici della pianta al di fuori del vecchio vaso) in serra calda all'inizio di febbraio e si porta in serra fredda trapiantando dopo la metà di marzo (dopo quaranta giorni) per raccogliere da maggio in poi (ricordare che la coltura in vaso vuole le stesse cure di quella a terra e che avrà le stesse caratteristiche morfologiche). Importante è concimare bene ed irrigare spesso i vasi.
La semina a dimora deve rispettare le stesse distanze e si compie mettendo tre semi in ogni buchetta.
La semina a dimora avviene in marzo-maggio, in buche distanti fra loro 200-250 centimetri (3-4 semi ciascuna) ad una profondità di 2-3 centimetri (g di semi 0,6-0,8/m²). Solitamente dei tre semi ne nasce solo uno ma, in casi rari in cui ne nascano due, bisogna provvedere a strapiantarne una a distanza. Per avere grossi frutti bisogna irrigarla molto spesso.
Le piante non hanno bisogno di interventi particolari di potatura, defogliazione o cimatura a parte in presenza di parti secche, marce o malate.
Tra le cure adibite a questa zucca ricordiamo:
- Le irrigazioni estive (utili per favorire una crescita sana).
- Le sarchiature.
- Le zappettature, utili per arieggiare il terreno e mantenerlo libero dalle piante infestanti (da tenere presente di non danneggiare le radici della zucca).
- La cimatura del tralcio primario sopra la seconda o quarta foglia per agevolare lo sviluppo dì germogli ascellari che a loro volta cimeremo.

Il diradamento dei fusti si pratica lasciando per ogni buchetta l'individuo più robusto. Esso si esegue allorché le piante presentano la terza foglia ben formata. Si può effettuare anche il diradamento dei frutti, mantenendone non più di 2 o 3 zucche per pianta allo scopo di stimolare il loro ingrossamento. Le sarchiature e diserbo manterranno soffice e pulito il terreno. Le esigenze idriche sono normali nella fase di germogliazione, elevate in seguito.
- Diradamento: piante con 2-3 foglie, per lasciare una pianta per buca.
- In semenzaio: non consigliabile; comunque da effettuarsi in vasetti con le modalità sopra descritte.
- Germogliazione: 4-12 giorni.

Quando inizia la produzione si può somministrare nitrato di potassio in due riprese a distanza di 10 giorni.
Il concime adatto sarebbe quello granulare a lenta cessione ma vanno bene anche tutti gli altri. Se vogliamo applicare l'agricoltura biologica, ed usare il letame, allora interreremo 5 q/100 m² di quest'ultimo (possibilmente maturo), alla profondità di 35–40 cm durante i lavori di preparazione del terreno.
Importante è comprare dei concimi con molti micro e macro elementi che favoriscono le funzioni della zucca. Evitare un'eccessiva dose di azoto in primavera, poiché, a causa della diminuzione della concimazione in inverno, porterebbe ad un ingrandimento eccessivo delle foglie, mentre in autunno è meglio aumentare la dose di potassio. Per favorire la fioritura si procederà aumentando la dose di fosforo.
La Zucca Turbante turco ha bisogno di un rifornimento idrico abbondante, mediante irrigazioni poco frequenti e a fondo. Ricordare che, però, l'acqua fredda può provocare l'arresto di sviluppo dei frutti, così come le cadute termiche.
Poiché i fusti vanno soggetti facilmente a marciumi, occorre evitare di bagnare la parte aerea e non provocare ristagni: meglio bagnare abbondantemente e non con troppa frequenza il terreno attorno alle piante, con acqua a temperatura ambiente, nelle ore centrali della giornata.
Trattare con antiparassitari in base alle esigenze (ricordare che vanno bene tutti i prodotti da dare anche alle altre varietà di zucche).
I frutti raccolti devono essere sistemati e trasportati in contenitori di plastica, la cui capienza è di circa kg 25. Per il trasporto all'industria di trasformazione, le zucche arrivate al centro di raccolta aziendale e/o collettivo possono successivamente essere trasferite in cassoni, singolarmente identificati, che non superino 2,5 quintali. La grandezza, il colore, il peso e tutte le altre caratteristiche fisiche di questa zucca dipendono dalle annate.
L'acqua piovana è da preferire, ma anche quella minerale naturale (mai gassata o semi-gassata) o del rubinetto vanno bene (attenzione, però, all'eccessiva dose di cloro, che può essere eliminata con appositi filtri e alla temperatura che deve essere sempre ambientale). Più il vaso è grande, meno acqua serve.

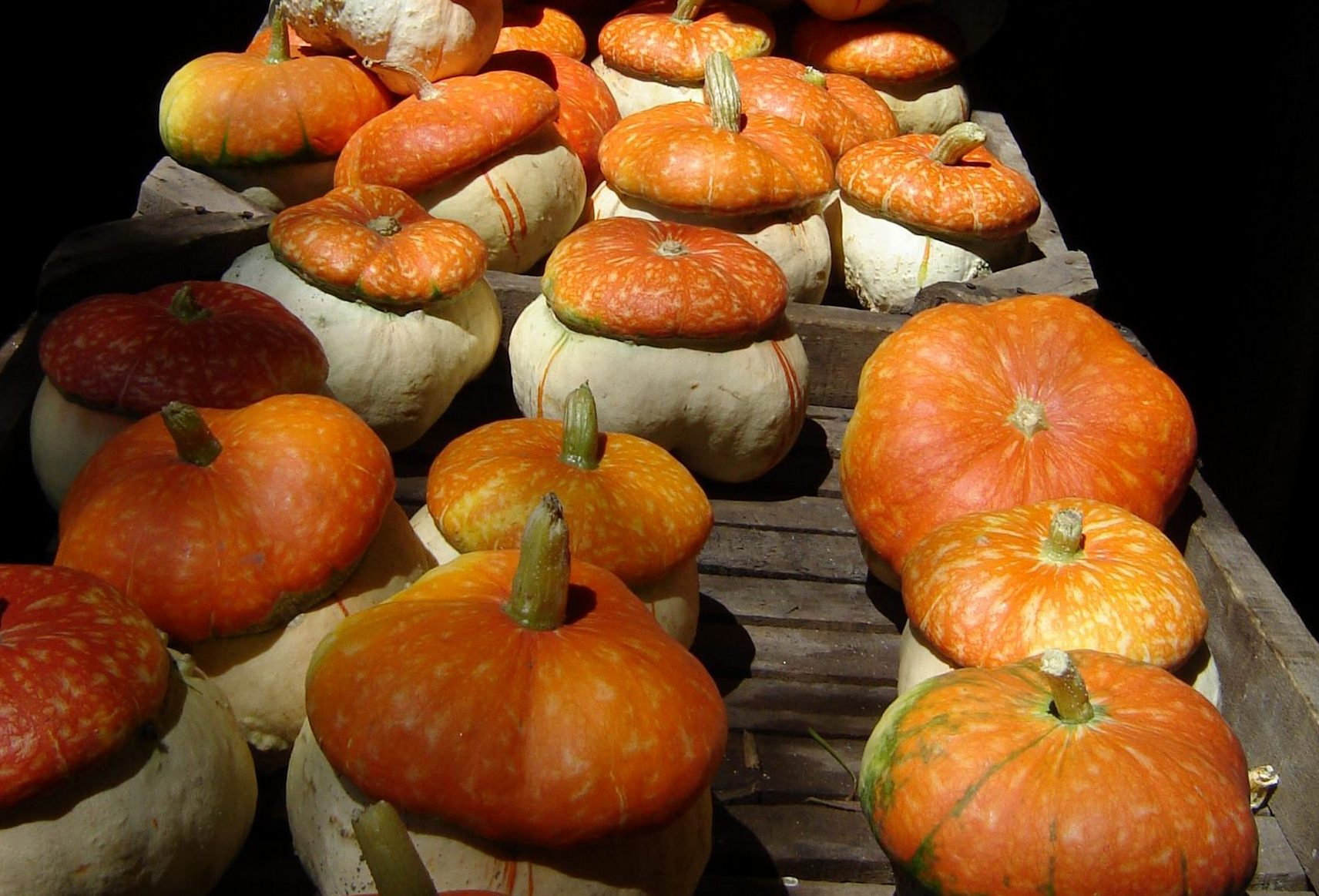
Zucche della varietà "Mini turbante rosso" o "Zucca fungo" (in inglese "Mini red turban"). Da non confondere con la Turbante turco classica.

Nelle regioni meridionali, bisognerebbe lasciarla fuori per tutto l'anno e anche di notte, mentre al nord no (solo in estate). L'illuminazione artificiale può essere un supplemento alla mancanza di sole (da ricordare che, però, la pianta non sopravvive senza il minimo raggio di quest'ultimo). Peraltro è da considerare che la resistenza al freddo è fortemente condizionata dalla maturazione del legno, cioè dalla trasformazione del tronco e della corteccia, che inizialmente si presenta succulento e morbido, in legno compatto, idratato e soprattutto ricco di lattice ed amidi che sono eccellenti antigelo, (naturalmente tali accumuli si hanno con estese insolazioni estive). Il terreno adatto sarebbe del terriccio AGRARIO DI MEDIO IMPASTO, oppure un miscuglio di terra universale (che richiede meno annaffiature d'estate), sabbia di fiume (quella salata lo ucciderebbe) e terra per ottimizzare il drenaggio. Il tutto deve essere privo di agenti patogeni. Per quanto riguarda il caldo in appartamento o in serra, esso deve essere molto umido (altrimenti vaporizzare la chioma con uno spruzzo), in modo da favorire la produzione di foglie, del legno e dei frutti. Importante è tenerla in serra in autunno-inverno, mentre con l'arrivo dei caldi, se possibile, spostare in ambiente esterno con un'esposizione alla mezz'ombra. La luce del sole diretta ne stimola la crescita: bisognerebbe, infatti, potarlo e cambiarlo di vaso spesso. È importante che il vaso non si surriscaldi, infatti, si rischia di danneggiare l'apparato radicale (bruciandolo e seccando la terra).

## Avversità
La Zucca Turbante turco è una pianta abbastanza resistente alle malattie. La malattia più comune è il mal bianco, che attacca questi ortaggi anche nei primi stadi di vita; provocata dalla Sphaerotheca castanei si manifesta con una efflorescenza biancastra sulle foglie, seguita da ingiallimento e morte delle piante. Si combatte con polverizzazioni di zolfo. Alcuni funghi, parassiti delle zucche come quelli dei generi Fusarium e Pseudoperonospora, possono rimanere nel terreno e contagiare altre colture seguenti, per cui è necessaria in questi casi una sterilizzazione dei terreni che, nel rispetto dell'ambiente, può essere fatta anche con la solarizzazione, dopo aver estirpato le piante affette dalla malattia eliminandone ogni parte. Anche gli afidi a volte attaccano le zucche e si possono combattere sia con prodotti specifici che con la lotta biologica. Gli afidi sono pericolosi perché possono contagiare le piante con malattie da virus.
Anche la muffa, il marciume e la germinazione interna e precoce dei semi sono avversità. Bisogna fare attenzione ai marciumi causati da un cattivo drenaggio.
Altre malattie sono: l'oidio, causato da Erysiphe cichoracearum, la peronospora, causata da Pseudoperonospora cubensis, la "muffa grigia", causata da Botrytis cinerea e il "nerume", causato da Alternaria alternata. Tra gli insetti, il parassita più importante della zucca è l'afide Aphis gossypii. La zucca è attaccata anche da diverse cocciniglie. Tra gli animali superiori le talpe possono dare problemi.
Ogni avversità è curabile con prodotti specifici per ogni patologia.
Attenzione alle gelate improvvise perché sono molto pericolose: all'occorrenza bisognerà coprire le zucche con un telo di plastica da togliere il prima possibile. Sono da temere gli ambienti secchi, freddi e le gelate improvvise. Anche l'esposizione al vento (in maggior modo se salino) può provocare la secchezza e la seguente caduta delle foglie.
Si elencano di seguito i parassiti più importanti oltre a quelli sopra nominati.

### Insetti
- La cocciniglia Eulecanium corni, visibile con “batuffoli di cotone”, attacca le chiome fitte in grandissimo numero, colpendo rami, giovani getti e a volte le foglie, con deperimento e in condizioni sfavorevoli la morte della pianta.
- La cocciniglia cotonosa (Pseudococcus citri), invade i rami producendo abbondante mielata, la femmina depone il caratteristico e ben visibile ovosacco cotonoso.
- La cocciniglia di S. Josè (Quadraspidiotus perniciosus), infesta tutte le parti della pianta, prediligendo rami e tronchi che ricopre con una crosta fittissima di scudetti brunastri, le punture provocano macchioline rossastre con deperimento progressivo della pianta.
- Cocciniglia Bianca rossa (Chrysomphalus dictyospermi): attacca in numerose colonie rami, frutti e foglie, insediandosi lungo le nervature della pagina inferiore delle foglie causandone il disseccamento e la caduta.
- Ceroplaste (Ceroplastes rusci): provoca gravi deperimenti di rametti e foglie con vistosi cali produttivi.
- Cocciniglia a barchetta (Eulecanium persicae): infesta le parti meno soleggiate della chioma, disponendosi in lunghe file lungo i rami.
- La cocciniglia ostreiforme (Quadraspidiotus ostraeformis): e la cocciniglia rossa (Aonidiella aurantii): attaccano i rami e il tronco.
- Cocciniglia a virgola: rappresentata da due specie dello stesso genere, la Mytilococcus conchiformis e la Mytilococcus ficifoliae: la prima attacca i rametti, la seconda le foglie.
- Gli acari possono provocare l'ingiallimento e la caduta delle foglie attaccate.
- Psilla (Homotoma ficus): in primavera le larve attaccano le gemme, successivamente le foglie nella pagina inferiore vicino alle nervature, normalmente non provoca danni rilevanti.
- Efestia (Ephestia cautella): temibilissimo per la produzione di fichi seccati, le larve rodono l'interno del frutto riempiendolo di escrementi, la femmina depone le uova sui fichi che cominciano a seccare sull'albero o sui frutti esposti al sole per completare l'essiccamento.
- Tignola (Simaethis nemorana): le larve neonate rodono le foglie lasciando intatte le sole nervatura, la seconda generazione di larve può attaccare anche i frutti.
- Bostrico (Sinoxylon sex-dentatum): le larve e gli adulti scavano gallerie dirette in tutti i sensi interessando l'intero spessore dei rametti che possono facilmente spezzarsi.
- Carpofilo (Carpophilus hemipterus): erode e danneggia i frutti essiccati.
- Esperofane cinerino (Hesperophanes cinereus): le larve per 2-3 anni scavano profonde gallerie nel legno, le femmine ovidepongono su rami malati o legno esposto.
- Ipoboro (Hypoborus ficus): gli insetti adulti scavano gallerie trasversali nel legno e nel cambio, mentre le larve scavano profonde gallerie perpendicolari, arrivando con azione sinergica ad interessare tutto il cilindro centrale con disseccamento e caduta della corteccia, vengono attaccati preferibilmente i rami deperiti o morti non tempestivamente eliminati con la potatura.
- Pogonocero ispido (Pogonochaerus hispidus): la larva scava gallerie tortuose sotto la corteccia e nel legno, la femmina depone le uova sulla corteccia di rami vecchi e deperiti.
- Mosca mediterranea (Ceratitis capitata): le larve attaccano la polpa del frutto distruggendola, successivamente il frutto marcisce e cade.

### Funghi
- L'Antracnosi, causata da funghi della specie Gloeosporium elasticae, determina macchie giallo-brunastre depresse ben delimitate da un alone scuro, sulle macchioline si possono notare le pustole formate da conidi rossastri.
- Brusone fogliare (Phyllosticta sycophila): provoca sulle foglie attaccate delle tacche color ocra al centro, bruno-rossastre ai margini esterni; le macchie confluendo in larghe chiazze secche provoca lacerazioni, accartocciamento e caduta delle foglie.
- Cancro del tronco (Phomopsis cinerascens): attacca in seguito ad una ferita non disinfettata, soprattutto il tronco e le branche madri impiegando 2-3 anni per formare il cancro, l'alterazione inizia con una zona depressa che lentamente si allarga fino a circondare tutto il tronco.
- Colletotricosi (Colletotrichum caricae): provoca marcescenza e la caduta dei frutti immaturi, che dapprima mostrano tacche depresse e isolate confluenti successivamente in chiazze brune al centro più chiare in periferia.
- Marciume (Botrytis cinerea): provoca la mummificazione dei frutti e il disseccamento dei rametti, si conserva da un anno all'altro svernando sui frutti mummificati rimasti sulla pianta e sui rametti morti, non tempestivamente rimossi e distrutti.
- Vaiolatura (Cercospora bolleana): provoca macchie olivacee sulle nervature delle foglie, macchie che confluiscono formando grandi chiazze brunastre con accartocciamento e caduta delle foglie.
- Ruggine (Uredo fici): attacca le foglie provocando sulla pagina superiore delle macchie gialle e in corrispondenza sulla pagina inferiore i sori giallo-bruni, determina la caduta prematura delle foglie e ritardo della maturazione dei frutti.
- Mal secco (Bacterium fici): a seguito dell'infezione batterica il tronco diventa di colore bruno, i rami anneriscono disseccano emettendo a volte un liquido viscoso. D'estate colpisce anche le foglie che presentano in un primo momento macchie decolorate che diventano nerastre, con disseccamento e frantumazione dei tessuti.
- Mosaico: il virus attacca foglie, frutti e rametti; le foglie presentano aree di varie dimensioni giallognole e decolorate, segue la necrosi delle aree internervali o solo delle nervature con evidenti malformazioni; i frutti colpiti presentano malformazioni e caduta precoce; il vettore principale del virus è l'eriofide Aceria ficus.

## Qualità
Varietà precoce e produttiva, una pianta di Zucca Turbante turco produce 4 a 6 frutti, di taglia da 1 a 5 kg. Essi si conservano fresche da 4 a 12 mesi ma possono essere essiccate e conservate in luoghi secchi per molti anni. La Zucca Turbante turco può venire coltivata anche come ortaggio da competizione. Per le competizioni non esiste un vero e proprio standard ma vi sono difetti inaccettabili per questi eventi.
I difetti gravi sono:
- Colori non corrispondenti a quelli descritti e mal disposti (colori estesi nelle due parti ininterrottamente).
- Cappello più piccolo della parte sotto.
- Cappello troppo grosso.
- Cappello e parte sotto non dritti e deformati.
- Deformazioni varie.
- Divisioni tra le parti.
- Eccesso di rughe e bitorzoli.
- Crepe varie e spaccature.
- Eccesso di cicatrici e gnocchi vari.

## Varietà e zucche simili

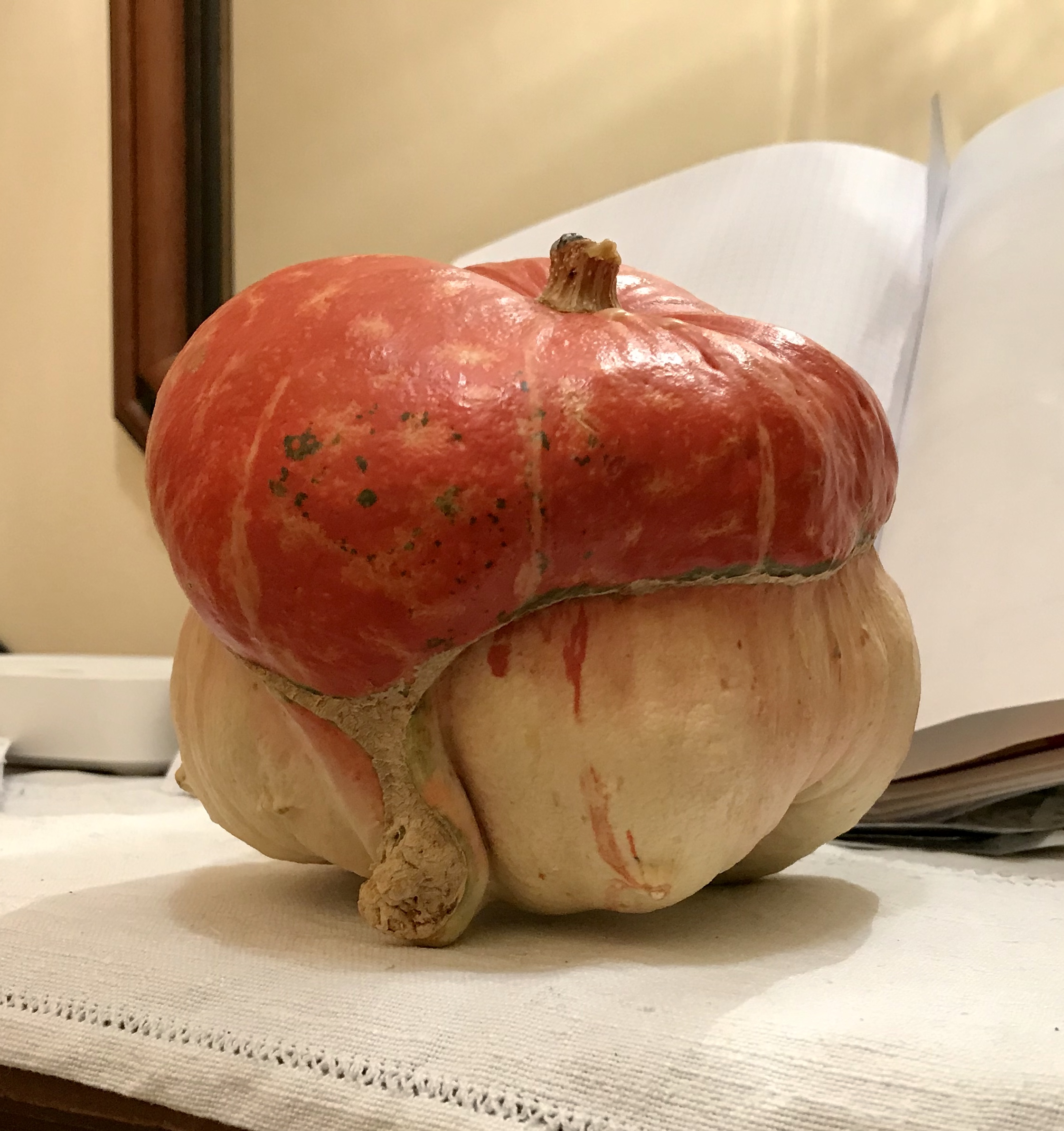
Zucca della varietà "Mini turbante rosso" o "Zucca fungo" (in inglese "Mini red turban")

Esistono due varietà di zucca comunemente commerciate come turbante turco, quella grande classica e una versione ridotta chiamata Mini turbante rosso, Zucca fungo o impropriamente  Mini turbante turco: questa varietà distinta differisce dal fatto che presenta dimensioni del frutto più contenute (massimo 1,5 kg perso contro i 2,5/4 kg della varietà grande), una forma leggermente diversa e soprattutto mancano del tutto le striature tricolori verdi, bianche e rosse sul gambo (o bottone, ossia il turbante). Il cappello si presenta rosso acceso e il gambo bianco brillante uniforme. Pur essendo molto simili nella linea e nell’aspetto le due varietà di zucca hanno peculiarità abbastanza diverse:
- Turbante turco: cappello rosso e gambo tricolore striato (verde bianco e rosso) in proporzioni variabili. Cappello solitamente più prominente del gambo, ma non sono rari frutti panciuti. Dimensioni massime di 25-30 cm, peso da 2,5 a 5 (7) kg.

- Mini turbante rosso  (o  Zucca fungo): cappello rosso e gambo bianco, raramente con piccole striature rosse sottili. Gambo solitamente più prominente del cappello. Dimensioni massime di 10-15 cm, peso da 600 g a 1,5 kg.

Ogni pianta della varietà  Mini turbante rosso  produce sino a 6 frutti, che maturano in 100 giorni e si conservano qualche mese. Varietà molto decorativa, a forma di fungo, sempre più diffusa in Italia negli ultimi tempi. I nomi Mini turbante rosso  (“Mini red turban” in inglese), Zucca fungo (per la forma),  Pilz turban  (tedesco), Mini turbante turco  (errato) o Bonnet Rouge sono sinonimi indicanti la medesima cultivar, da non confondere con la Turbante turco classica. Probabilmente questa zucca fu descritta come piccolo turbante cinese nell'opera del Vilmorin del 1885.
Sono note anche zucche con forme albine dei frutti e dai colori pastello, ma si tratta di semplici varianti o ibridi di recente selezione della Turbante turco grande, non classificate al momento come varietà. Alcune selezioni hanno colori diversi dai tre normalmente presenti, come la Turbante turco “Aladino", che presenta striature arancio e verde scuro su tutto il frutto.

## Raccolta
La Zucca Turbante turco viene raccolta a mano a settembre o ottobre, a 150 giorni circa dalla semina, (quando la pianta è secca) in base alle annate se favorevoli o sfavorevoli. La raccolta è scalare. Avviene da fine estate a novembre, quando le foglie della pianta sono secche e i frutti maturi. Se la maturazione è incompleta bisogna lasciare i frutti al sole a completare la maturazione e si conservano freschi, disposti su tavole di legno.
Le Zucche Turbante turco hanno il picciolo ben attaccato (per evitare marciumi) da infiltrazione d'acqua o umidità nel buco.
Per favorire l'essiccazione, le zucche si pongono al sole sotto un portico asciutto e tiepido, affinché si asciughino divenendo più serbevoli. Esse (se intere) si possono poi conservare a lungo in un locale buio asciutto e ventilato, badando che la temperatura non scenda sotto i 10 °C, altrimenti la polpa cristallizza e in seguito marcisce. La tradizione vuole che si mangino entro carnevale. I pezzi di zucca cruda si conservano in frigorifero, nel reparto delle verdure, avvolte dentro la pellicola trasparente, o di alluminio, e vanno consumate nel giro di pochi giorni poiché si disidratano con facilità.
Tolta la buccia e tagliata a dadini, eventualmente scottati per qualche minuto in acqua bollente, può essere anche congelata.
Produzione media per pianta: 3–4 kg/m².
Conservazione intera in esterno: per circa 180 giorni a 10-12 gradi.

## Diffusione
La Zucca Turbante turco è diffusa irregolarmente nel centro-nord e (pochissimo) nel sud della penisola italiana e della Francia, a macchia di leopardo. È presente irregolarmente anche in Europa.

## Cucina ed usi
La Zucca Turbante turco è molto decorativa ma dotata di discrete prerogative culinarie: è ottima per fare zuppe, insalate, purè, i semi vengono seccati e poi tostati. Dopo questo processo essi divengono come pop corn. Le carni cotte al momento hanno un sapore cremoso e forte.
Purtroppo essa, come le altre zucche, ha un valore nutritivo basso a causa dell'elevata percentuale di acqua. Il suo unico pregio è avere un buon contenuto di vitamina A (carotene).
La polpa fresca e il succo hanno un effetto lassativo e diuretico.
I semi, pestati nel mortaio, forniscono un olio commestibile di sapore gradevole.
Una volta seccato il frutto ed averlo pulito si può ricavarne borracce, fiaschi, recipienti vari e contenitori per il vino. Questa zucca è particolarmente indicata per farvene zucche di Halloween, poiché l'effetto dato dal cappello è molto particolare. Con la polpa della zucca è possibile preparare una maschera di bellezza per il viso. Schiacciate una fettina di zucca cruda e un pugnetto di semi, mescolate il tutto con un po' di miele, applicate l'impasto sul viso e lasciate in posa per qualche minuto: tutte le pelli, specie quelle grasse con i punti neri, saranno più pulite e levigate. La polpa di zucca è ipocalorica (15 calorie ogni 100 grammi) grazie alla presenza al suo interno di un'alta concentrazione di acqua (94%) e una bassissima percentuale di zuccheri semplici.
Come ogni ortaggio e ogni frutto di colore arancione-rosso, la zucca è particolarmente ricca di vitamina A, di minerali quali il potassio. Il calcio e il fosforo e di molte fibre. Contiene, inoltre, tanta vitamina C e betacarotene.
La zucca è indicata nella prevenzione dei tumori e per mantenere un corretto equilibrio idrico dell'organismo e delle mucose.
La polpa tritata può essere usata anche come lenitivo per infiammazioni cutanee, mentre la buccia può essere usata per piccole scottature.
I semi sono utili per prevenire e sostenere la terapia contro le disfunzioni a livello delle vie urinarie. Sono inoltre un sicuro aiuto contro la tenia.
Aggiunto al latte o al succo di frutta, l'estratto di zucca è indicato nel controllo delle nausee mattutine, dei disturbi gastrici e prostatici.

## Differenze con piante simili
Le due varietà sono inconfondibili sia per la forma che per il colore delle due parti. Le uniche zucche vagamente simili per la forma sono: la Zucca berrettina piacentina, la Zucca Cappello del prete, la zucca da tavola "Buttercup squash" e infine la zucca Giraumon Turban francese, che a dispetto del nome simile è in realtà totalmente verde e con forma nettamente meno pronunciata.